# Španělská revoluce
Španělská revoluce byla anarchosocialistická sociální revoluce, která proběhla ve Španělsku během španělské občanské války. Trvala různě od dvou do tří let, a probíhala hlavně v Katalánsku, Aragonii, Andalusii a v některých částech Levante. Hospodářství v těchto oblastech bylo po kontrolou samotných pracujících. Továrny byly řízeny dělnickými výbory, půda, a dokonce i hotely, restaurace či kadeřnictví byly znárodněny a řízeny lidmi, kteří tam pracovali. Americký anarchista Sam Dolgoff uvedl, že na revoluci se podílelo přes 10 milionů lidí.